# Коста ди Ла (Тревизо)
Коста ди Ла је насеље у Италији у округу Тревизо, региону Венето.
Према процени из 2011. у насељу је живело 50 становника. Насеље се налази на надморској висини од 314 м.